# Montmelon
Montmelon est une localité et une ancienne commune suisse du canton du Jura, située dans le district de Porrentruy.

Photo aérienne (1957)

Elle a fusionné le 1er janvier 2009 avec Épauvillers, Épiquerez, Montenol, Ocourt, Saint-Ursanne et Seleute pour former la commune de Clos du Doubs.

## Personnalités liées à la commune
- Jean-Pierre Coffe : en juin 1945, le chroniqueur et homme de télévision Jean-Pierre Coffe séjourne en Suisse, grâce à la Croix-Rouge suisse qui permet à des petits orphelins français de venir passer deux mois de vacances dans ce pays qui a été préservé de la guerre. Il prend pour la première fois le train à la gare de Lunéville pour se rendre à Berne, où des familles d'accueil de toutes conditions sociales, attendent les enfants pour les emmener dans leur maison. Pour lui, ce sera la rencontre avec M. et Mme Fleury, qui marquera profondément ses souvenirs par l'accueil chaleureux dont il a bénéficié et de son séjour dans leur ferme à Montmelon-Dessous. Dans la ferme des Fleury, il découvre les tartines beurrées, la bonne soupe de légumes, les vaches, les cochons, le chocolat, et plus particulièrement le Toblerone, le comble pour lui de la gourmandise, de la sensualité, et du péché absolu. Il y apprend aussi à nourrir les poules, les lapins, et aussi à traire, à atteler la carriole avec les juments pour aller porter le lait à pasteuriser à la laiterie voisine. Son chouchou parmi la ménagerie, est un verrat, qui est très connu dans tout le canton, et où les truies viennent de loin pour recevoir ses hommages. Après ces deux mois, il retourne chez sa mère où il tombe malade. Il n’a qu’une idée en tête, retourner en Suisse. Sa mère finit par appeler le médecin, qui décrète qu'il est anémique et qu’il lui faut le grand air, ce qui lui permet de retourner en Suisse chez les Fleury pendant encore deux ans, et où il considèrera plus tard, que même s'il n'a pas été à l'école en Suisse, c'est chez les Fleury et leur ferme qu'il a tout appris.